# Barrera d'entrada
Una barrera d'entrada econòmica és aquell obstacle que sorgeixen en el camí d'una empresa que vol ingressar en un nou mercat. Les barreres d'entrada són una mesura de la competitivitat d'un mercat.

## Barreres d'entrada per a una signatura en un mercat
Algunes d'aquestes barreres:
- Despesa d'inversió: especialment en indústries amb grans economies d'escala o monopolis naturals.
- Regulació del mercat: en un cas extrem poden fer impossible l'entrada en el mercat instaurant un monopoli legal.
- Dumping: la competència estableix un preu per sota de cost afrontant pèrdues que la signatura entrant no es pot permetre. Il·legal en molts casos però difícil de demostrar.
- Propietat intel·lectual: les patents donen el dret legal a l'explotació d'un producte durant un període.
- Economies d'escala: les firmes experimentades i de gran mida produeixen a un menor cost que les firmes petites i de creació recent, per la qual cosa poden fixar un preu que les noves firmes no es poden permetre.
- Globalització: L'entrada de competidors globals en un mercat local dificulta l'entrada de competidors locals.
- Lleialtat dels consumidors: els consumidors poden mostrar reticents a canviar un producte al que estan acostumats.
- Publicitat: les firmes ja establertes poden posar-ho difícil als nous competidors fent una despesa extraordinària en publicitat que les signatures entrants no poden permetre.
- R+D+I: alguns mercats com el de microprocessadors requereixen una inversió tan alta en R + D + I que fa gairebé impossible que les noves empreses assoleixin el nivell de coneixement de les ja assentades.
- Costos irrecuperables : la inversió que no es pot recuperar si es vol abandonar el mercat augmenta el risc d'entrada al mercat.

## Classificació i exemples
Michael E. Porter resumeix les barreres d'entrada i de sortida als mercats:
- Alta barrera d'entrada, alta barrera de sortida. Exemples: telecomunicacions, energia.
- Alta barrera d'entrada, baixa barrera de sortida. Exemples: consultoria, educació.
- Baixa barrera d'entrada, alta barrera de sortida. Exemples: hostaleria, siderúrgia.
- Baixa barrera d'entrada, baixa barrera de sortida. Exemples: comerç electrònic, minorista.